# Народна одбрана
Народна одбрана је била национална невладина организација у Краљевини Србији основана 1908. године (у време Анексионе кризе) у Београду, као протест против нелегалне анексије провинције Босне и Херцеговине од стране Аустроугарске. Оснивачи ове организације су били, између осталих, Јован Дучић и Бранислав Нушић. За време Балканских ратова преко ове организације су регрутовани добровољци за борбу у Македонији.
У Јулском ултиматуму, Аустроугарска је захтевала од Србије да распусти друштво звано „Народна одбрана“ и да конфискује сва његова средства за пропаганду. Српска влада у свом одговору наводи да нема никаквих доказа да је друштво „Народна одбрана“ учинило ма какво кривично дело ове врсте у лицу кога од својих чланова; но ако постоји такво дело, распустиће друштво „Народну одбрану“.

## Основна идеологија
Имајући у виду широк регион који су Срби насељавали, народ никада није био уједињен у једну државу. Ту је такође било сукоба између њих и других, као што су Бугари и Турци. Аустроугарском Анексијом БиХ 
(где је била велика концентрација Срба), Срби су изразили потребу за заштиту народа одбрамбеним организацијама, као што је била Народна одбрана.
1911. године памфлет под називом Народна одбрана Издање Стредисног одбора Народне одбране је усресређен на шест главних тачака:
1. Подизање, инспиративање и јачање сентимента националности (народности).
2. Пријављивање и регрутација добровољаца.
3. Стварање јединица добровољаца и њихово припремање за оружани сукоб.
4. Прикупљање добровољних прилога, укључујући новац и друге ствари неопходне за остварење својих задатака.
5. Организација, опрема и обука специјалних револуционарних група (Комита), намењено за посебне и независне војне акције.
6. Развијање активности за одбрану српског народа у свим другим правцима.

Памфлет јасно показује да мржња Аустро—Угарске није био циљ групе, али уместо тога, био је природна последица жеље за независност и јединство у оквиру једне нације.
Централни комитет Народне одбране налазио се у Београду.

## Чланови Народне одбране
- Божидар Јанковић председник
- Љубомир Јовановић потпредседник
- Милорад Павловић
- Младен Стојановић
- Аца Стојановић
- Љубомир Давидовић, активан члан и једно време председник Народне одбране.
- Бранислав Нушић члан
- Живојин Рафајловић члан
- Милан Васић секретар
- Милан Прибићевић секретар
- Живојин Дачић
- Лука Ћеловић
- Велимир Карић секретар
- Милан Глишић
- Војислав Маринковић
- В. Н. Вуловић[4]
- Војислав Танкосић